# Mino Roli
Mino Roli, né Erminio Pontiroli le 21 juin 1927 à Rome dans la région du Latium, est un réalisateur, un scénariste et un dramaturge italien. Actif du début des années 1950 à la fin des années 1980, il est principalement connu pour ses scénarios de westerns spaghetti. 

## Biographie
Journaliste de métier, il débute comme scénariste en 1951 sur le premier film de Sergio Corbucci, le drame sentimental Salvate mia figlia. En 1954, il réalise son seul et unique film, le drame Il barcaiolo di Amalfi, avec Valeria Moriconi, Mario Vitale et Franca Marzi dans les rôles principaux et qui est adapté du roman éponyme de l'écrivain Francesco Mastriani.
Il revient ensuite à l'écriture de scénarios et à l'adaptation pour le marché italien de films et téléfilms étrangers. Dans les années 1960, il profite de l’avènement du genre du western spaghetti pour signer de nombreux scénarios, comme Dieu ne paie pas le samedi (Dio non paga il sabato) de Tanio Boccia en 1967, Pas de pitié pour les salopards (Al di là della legge) de Giorgio Stegani en 1968, Matalo! (¡Mátalo!) de Cesare Canevari en 1970, Mon nom est Trinita (Carambola) de Ferdinando Baldi en 1974 et sa suite, Si ce n'est toi, c'est donc ton frère (Carambola, filotto… tutti in buca) en 1975, Keoma d'Enzo G. Castellari en 1976 et Adios California (California) de Michele Lupo en 1977. Il travaille également sur des films policiers, autre thème à la mode de l'époque, comme Le Carnaval des truands (Ad ogni costo) de Giuliano Montaldo en 1967, Un homme à respecter (Un uomo da rispettare) de Michele Lupo en 1972 et Un uomo, una città de Romolo Guerrieri en 1974.
Parmi ces autres travaux, il collabore aux adaptations de différents romans pour le cinéma, comme Le Roman d'un jeune homme pauvre d'Octave Feuillet pour Cesare Canevari (Il romanzo di un giovane povero en 1974), Candyleg d'Ovid Demaris pour Giuliano Montaldo (Les Intouchables (Gli Intaoccabili) en 1968) ou L'Amant de la Grande Ourse de Sergiusz Piasecki pour Valentino Orsini (La Ligne de feu (L'amante dell'Orsa Maggiore) en 1971). Il participe enfin à l'écriture du film biographique Il caso Pisciotta d'Eriprando Visconti consacré à la vie du criminel Gaspare Pisciotta en 1972 et prend part à l'adaptation de sa pièce de théâtre Sacco e Vanzetti (it) (écrite en 1960 avec Luciano Vincenzoni) au cinéma pour Giuliano Montaldo qui réalise le film Sacco et Vanzetti (Sacco e Vanzetti) en 1971, ces deux œuvres étant inspirées par l'affaire Sacco et Vanzetti.  

## Filmographie

### Comme réalisateur
- 1954 : Il barcaiolo di Amalfi

### Comme scénariste

#### Au cinéma
- 1951 : Salvate mia figlia de Sergio Corbucci
- 1957 : Ángeles sin cielo de Sergio Corbucci et Carlos Arévalo
- 1966 : La venganza de Clark Harrison de José Luis Madrid
- 1966 : Le Triomphe des sept desperadas (7 donne per una strage) de Rudolf Zehetgruber, Gianfranco Parolini et Sidney W. Pink
- 1967 : Le Carnaval des truands (Ad ogni costo) de Giuliano Montaldo
- 1967 : Dieu ne paie pas le samedi (Dio non paga il sabato) de Tanio Boccia
- 1968 : Pas de pitié pour les salopards (Al di là della legge) de Giorgio Stegani
- 1968 : Temptation de Lamberto Benvenuti (de)
- 1968 : Les Intouchables (Gli Intaoccabili) de Giuliano Montaldo
- 1970 : Matalo! (¡Mátalo!) de Cesare Canevari
- 1970 : Le Corsaire des sept mers (El Corsario) d'Antonio Mollica
- 1970 : La Ligne de feu (L'amante dell'Orsa Maggiore) de Valentino Orsini
- 1971 : Sacco et Vanzetti (Sacco e Vanzetti) de Giuliano Montaldo
- 1972 : Alta tensión de Julio Buchs
- 1972 : Il caso Pisciotta d'Eriprando Visconti
- 1972 : Un homme à respecter (Un uomo da rispettare) de Michele Lupo
- 1972 : Uccidere in silenzio de Giuseppe Rolando
- 1973 : ...E il terzo giorno arrivò il corvo de Gianni Crea
- 1974 : Un uomo, una città de Romolo Guerrieri
- 1974 : Mon nom est Trinita (Carambola) de Ferdinando Baldi
- 1974 : Il romanzo di un giovane povero de Cesare Canevari
- 1974 : Il baco da seta de Mario Sequi
- 1975 : Si ce n'est toi, c'est donc ton frère (Carambola, filotto… tutti in buca) de Ferdinando Baldi
- 1975 : Salvo D'Acquisto de Romolo Guerrieri
- 1976 : Keoma d'Enzo G. Castellari
- 1977 : Adios California (California) de Michele Lupo
- 1978 : La Loi de la CIA (Sono stato un agente C.I.A.) de Romolo Guerrieri
- 1986 : Senza scrupoli de Tonino Valerii

#### À la télévision

##### Téléfilms
- 1959 : Das Haus voller Leichen d'Hans-Albert Pederzani (de)
- 1960 : Das Haus voller Rätsel d'Edward Rothe (de)
- 1964 : L'uomo de Vittorio Cottafavi

## Œuvres

### Au théâtre
- Sacco e Vanzetti (it) (1960, avec Luciano Vincenzoni)
- Le confessioni della signora Elvira (1965, avec Giancarlo Sbragia)